# Willem Jan Frans Nuyens
Willem Jan Frans Nuyens, född 18 augusti 1823 i Avenhorn, död 10 december 1894 i Westwoud, var en nederländsk historiker. 
Nuyens var till yrket läkare och skrev flera vidlyftiga historiska arbeten med romersk-katolsk tendens, bland annat Algemeene geschiedenis des nederlandschen volkes (20 band, 1871–82; ny upplaga i 24 band 1896–98) och Geschiedenis van het nederlandsche volk van 1815 tot op onze dagen (fyra band, 1883–86; andra upplagan 1888). Han var 1871–74 (tillsammans med Herman Schaepman) en av utgivarna av tidskriften "Onze wachter".